# Haftgrenze
Die Haftgrenze bezeichnet umgangssprachlich die maximal übertragbare Kraft zwischen Reifen und Fahrbahn. Der Begriff wird auch im Rennsport und in populärwissenschaftlicher Literatur benutzt. Die Kraftübertragung bis zum Maximum von Seitenkraft bzw. Umfangskraft wird dort als „quasi Haften“ angenommen.
Die Vorgänge in der Reifenaufstandsfläche sind jedoch komplizierter, da sich Haft- bzw. Gleitvorgänge auf einzelne Profilteilchen beziehen und nicht auf den Reifen als Ganzes. Es wäre daher korrekter statt Haftgrenze den Begriff Kraftschlussgrenze zu benutzen. Wird die Kraftschlussgrenze auf die Normalkraft bezogen, so erhält man einen dimensionslosen Beiwert, der mit den Haftreibungskoeffizienten anderer Reibpaarungen verglichen werden kann. Da aber der Reifengummi zu den visko-elastischen Materialien gehört, kann die Reibung nicht mit der Coulomb'schen Reibung beschrieben werden. So ist z. B. der so bestimmte „Haftreibungskoeffizient“ nicht unabhängig von der Kontaktfläche.

## Umfangskraft, Seitenkraft
Die bei Geradeausfahrt übertragbaren Kräfte erreichen, je nach Reifentyp, zwischen 8 und 30 Prozent Schlupf ein Maximum. Rennreifen (Slicks) können kurzzeitig Haftreibungszahlen von 5,0 erreichen.
Bei Kurvenfahrt fällt die Bewegungsrichtung des Radaufstandspunkts nicht mit der Rad-Mittelebene zusammen, die Kraftübertragung erreicht dann zwischen 4 und 10 Grad Schräglaufwinkel ihr Maximum. Dabei gleiten die im hinteren Bereich des Latsches befindlichen Profilteilchen.
Nähert sich der Betrag der einwirkenden Kräfte (Umfangs- und Seitenkraft) der idealistisch im Kammschen Kreis definierten maximal übertragbaren Kraft, so beginnt der Reifen durchzudrehen oder wegzurutschen.

## Einflüsse
Die Haftgrenze wird bestimmt durch die Reibpaarung Straße/Reifen. Diese wird von der Rauigkeit der Straße (durch unterschiedliche Asphaltmischungen oder andere Straßenbeläge wie Blaubasalt), die Mischung und Arbeitstemperatur der Reifen beeinflusst. Nässe, Schnee, Eis, Staub, Sand, Splitt, Laub sowie anderweitige Straßenverunreinigungen wie Öl- oder Benzinreste von Fahrzeugen, Erde oder Stroh von landwirtschaftlichen Geräten stören die Verzahnung der Reifenoberfläche mit dem Untergrund und setzen so die Haftgrenze erheblich herab.
Der Grenzbereich der Haftung variiert je nach Reifentyp. Tendenziell ist dieser Bereich bei profilierten Reifen größer als bei im Motorsport verwendeten Slicks, bei denen die Haftung schneller abreißt und die deshalb im Grenzbereich schwerer zu kontrollieren sind. Das Ausnutzen der Leistungsfähigkeit solcher Reifen muss deshalb erlernt und auf jeder Strecke (wegen wechselnder Fahrbahnbeläge und Witterungsbedingungen) neu „erfahren“ werden. Straßenzugelassene Serienreifen sind dagegen leichter zu kontrollieren, da sie durch die Walkarbeit der Profilblöcke im Grenzbereich den Verlust der Haftung früher spürbar machen.